# Sinoestadounidense
Los sinoestadounidenses (en chino tradicional, 華裔美國人; en chino simplificado, 华裔美国人; pinyin, Huáyì Měiguórén) son ciudadanos estadounidenses descendientes de chinos total o parcialmente, principalmente de la etnia han.